# عبد القيس
عبد القيس؛ قبيلة عربية، تشير الأدلة الأركيولوجية إلى أن بلاد عبد القيس كانت في عالية نجد، ثم ارتحلت قبائلها وبطونها في أماكن متفرقة. ويُعتبرون قبيلة واسعة الكونفدرالية، هيمنَ عليهم رعي الإبل. خلال القرن الرابع الميلادي، كانت عبد القيس تسكن صحراء ركبة في السّي وبسيان، ومن مواردها آبار سجا، في جنوبي أرض غسان (يثرب)، وشمال أرض نزار، وآبار سجا حالياً تقع في محافظة عفيف. وفي سنة 360م، نُفِّذت سبأ حملات حربية ضد عبد القيس وأراضيها، ويذكر نص (عبدان 1 - السطر 29) أن الجنرال "بريل بن معد كرب" قاد حملة على عشيرة عبد القيس في "السّيّ" (سهل ركبة) عند مياه آبار سجا بين أرض نزار وغسان، وشن وأتباعه حرباً على عشيرة: شن، وبني نكرة، وبني صبرة بأرض عبد القيس، فقتلوا، وسبوا، وسلبوا، وغنموا أربعة آلاف من الأبل، وأثنا عشر ألفاً من الضأن (النقش المؤرخ: ʿAbadān 1).ويتوافق النقش، مع ما ذكره النسابة من أسماء بطون عبد القيس: شن بن أفصى بن عبد القيس، ونكرة بن لكيز بن أفصى، وصبرة بن نكرة ويقال صبرة بن الديل بن شن.
وبعد قرن من الزمن، في سنة 584 حـ من التقويم الحميري المقابل 474م، تم تنفيذ حملات سبئية أخرى، ذكر فيها اسم عبد القيس. وفي تلك الحملات، استولى الملك شرحبيل يكف على أرض نجد، وبمأسل الجمح واجه الملك شرحبيل يكف بنفسه ملك تنوخ عمرو بن الأسود (ابن الملك الأسود بن المنذر)، فدارت بينهم معركة، طرد فيها عمرو بن الأسود، وقتلوا من جيشه واسروا، وغنموا أربعمائة جمل من عبد القيس. وفي أرض جو (جو اليمامة) طلب عمرو بن الأسود الصلح (النقش المؤرخ Maʾsal 3).
وفقاً للمصادر العربية، ارتحل بنو عبد القيس من منازلهم شرقاً، واستقروا في البحرين، أي على الشاطئ الغربي للخليج العربي، ووصلت إقامتهم إلى عُمان، وكان العرب يسمون الشاطئ الممتد من البصرة إلى عُمان بالخطّ؛ ويطلقون عليه: خطّ عبد القيس وكانت القطيف عاصمة هذا الخطّ، وأشارت المصادر إلى وصول القيسيين إلى عُمان، وفي ذلك حكى الجاحظ عن صحار العبدي قوله: «شأن عبد القيس عجيب، وذلك أنهم بعد محاربة إياد تفرقوا فرقتين: الأولى وقعت بالبحرين وشِق البحرين وهم أشعر قبيل في العرب، والثانية وقعت بعمان وشِق عمان وهم خطباء العرب».

## نسبها

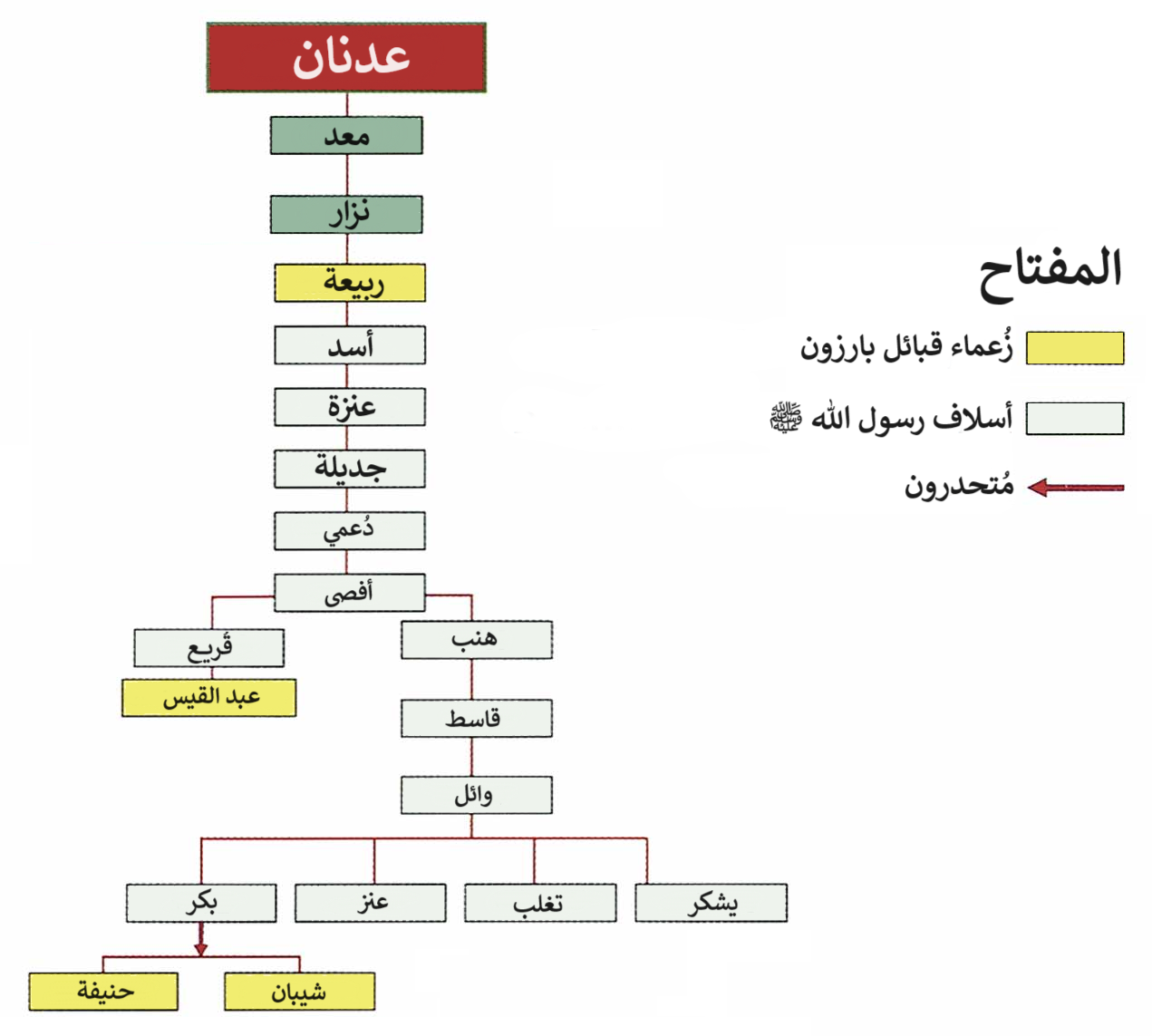

ينتسبون إلى: عبد القيس بن أفصى بن دعمي بن جديلة بن أسد بن ربيعة بن نزار بن معد بن عَدْنان.

## أقرب القبائل نسبًا لقبيلة عبد القيس
أقرب القبائل نسبًا لقبيلة عبد القيس هي قبيلة بكر بن وائل وقبيلة تغلب بن وائل وقبيلة عنز بن وائل وقبيلة النمر بن قاسط.

## بطون عبد القيس قديمًا
من أشهر بطون قبيلة عبد القيس قديمًا:
- بنو عصر بن عوف بن عمرو بن عوف بن جذيمة بن بكر بن عوف بن أنمار بن عوف بن وديعة بن لكيز ببن أفصى بن عبد القيس
- بنو شن بن أفصى بن عبد القيس
- بنو بنو حداد بن ظالم بن ذهل بن عجل بن عمرو بن وديعة بن لكيز بن أفصى بن عبد القيس
- بنو حطمة بن محارب بن عمرو بن وديعة بن لكيز بن أفصى بن عبد القيس
- بنو حوثرة بن ربيعة بن عمرو بن عوف بن أنمار بن وديعة بن لكيز بن أفصى بن عبد القيس
- بنو صباح بن لكيز بن أفصى بن عبد القيس
- بنو مرة بن الحارث بن عبد القيس
- فريع بنو ثعلبة بن معاوية بن ثعلبة بن جذيمة بن بكر بن عوف بن أنمار بن عمرو بن وديعة بن لكيز بن أفصى بن عبد القيس
- بنو غنم بن وديعة بن لكيز بن أفصى بن عبد القيس
- بنو عصر بن عمرو بن عوف بن جذيمة بن بكر بن عوف بن أنمار بن عمرو بن وديعة بن لكيز بن أفصى بن عبد القيس
- العمور بنو عمرو بن وديعة بن لكيز بن أفصى بن عبد القيس

### في الأحساء
- بنو الديل بن عمرو بن محارب بن لكيز بن أفصى بن عبد القيس
- بنو عجل بن عمرو بن وديعة بن لكيز بن أفصى بن عبد القيس

### في القطيف
- بنو محارب بن عمرو بن وديعة بن لكيز بن أفصى بن عبد القيس، وكذلك في البحرين
- بنو بكرة بن لكيز بن أفصى بن عبد القيس

### في هجر وقطر
- بنو عامر بن الحارث بن أنمار بن عمرو بن وديعة بن لكيز بن أفصى بن عبد القيس

### في عمان
- بنو قُرَّة بن مالك بن عمرو بن الحارث بن أنمار بن عمرو بن وديعة بن لكيز بن أفصى بن عبد القيس
- بنو عامر بن الديل بن عمرو بن وديعة بن لكيز بن أفصى بن عبد القيس
- بنو عمرو بن بكرة بن لكيز بن أفصى بن عبد القيس
- العوقة بنو عوف بن عامر بن الديل بن عمرو بن وديعة بن لكيز بن أفصى بن عبد القيس
- بنو عوف بن عمرو بن الحارث بن أنمار بن عمرو بن وديعة بن لكيز بن أفصى بن عبد القيس
- بنو عوف بن الحارث بن أنمار بن عمرو بن وديعة بن لكيز بن أفصى بن عبد القيس
- بنو ذهل بن عجل بن عمرو بن وديعة بن لكيز بن أفصى بن عبد القيس

### في العراق
- بنو جذيمة بن بكر بن عوف بن أنمار بن عمرو بن وديعة بن لكيز بن أفصى بن عبد القيس
- بنو شقرة بن نكرة بن لكيز بن أفصى بن عبد القيس
- بنو دهن بن عذرة بن منبه بن نكرة بن لكيز بن أفصى بن عبد القيس

## إسلام قبيلة عبد القيس ووفداها
كانت النسطورية المسيحية هي دين قبيلة عبد القيس قبل أن تعتنق الإسلام، حيث كانت النسطورية منتشرة في إقليم البحرين التاريخي من حدود البصرة شمالًا حتى حدود عمان جنوبًا على الخليج العربي وقد دخلت عبد القيس في الإسلام طوعًا استجابةً لدعوة النبي محمد ، ووفدوا عليه مرتين أولاهما قبل سنة 5هـ فقال النبي لأصحابه: «سيطلع عليكم من هاهنا ركب هم خير أهل المشرق»، فلقيهم عمر بن الخطاب وهم 13 رجلًا وبشّرهم بقول النبي محمد، ثمّ مشّى معهم حتى أتوا النبي، فرموا بأنفسهم عن ركائبهم فأخذوا يده فقبلوها وتأخر الأشج في الركاب حتى أناخها وجمع متاعهم ثم جاء يمشي فقال له النبي محمد: «إِنَّ فيكَ خَصلتينِ يحبُّهُما اللَّهُ: الحِلمُ، والأَناةُ»، وقالوا للنّبيّ مُحمّد: «بيننا وبينك كفار مضر» وسألوه عن الإيمان والأشربة فكانت قريتهم أول قرية بعد المدينة المنورة تقام فيها الجمعة.
وكان ثاني وفود لهم للنبي محمد  سنة الوفود وكان عددهم آنذاك 40 رجلًا فيهم الجارود بن المعلى العبدي وقال لهم النبي محمد: «ما لي أرى ألوانكم تغيرت».

## قبيلة عبد القيس اليوم

### عبد القيس في إقليم البحرين
- أسرة الصادق وهي أسرة تقطن القطيف وتنتمي إلى قبيلة عبد القيس.
- أسرة الخنیزي: وهي أسرة تنتسب إلى عبد القيس تقطن القطيف والبحرين وھي أسرة عریقة ومن البیوتات العلمیة المشھورة بالعلم والشرف، ابتدئت الحركة العلمیة في ھذه الأسرة في بدایة القرن الرابع عشر بریادة الشیخین العلیین أبو عبد الكریم وأبو الحسن قدس سرھما.
- أسرة العبدي: وهي أسرة تنتسب إلى عبد القيس تقطن القطيف والأحساء وقد هاجر قسم منهم إلى العراق وإيران وسوريا.[12][13]

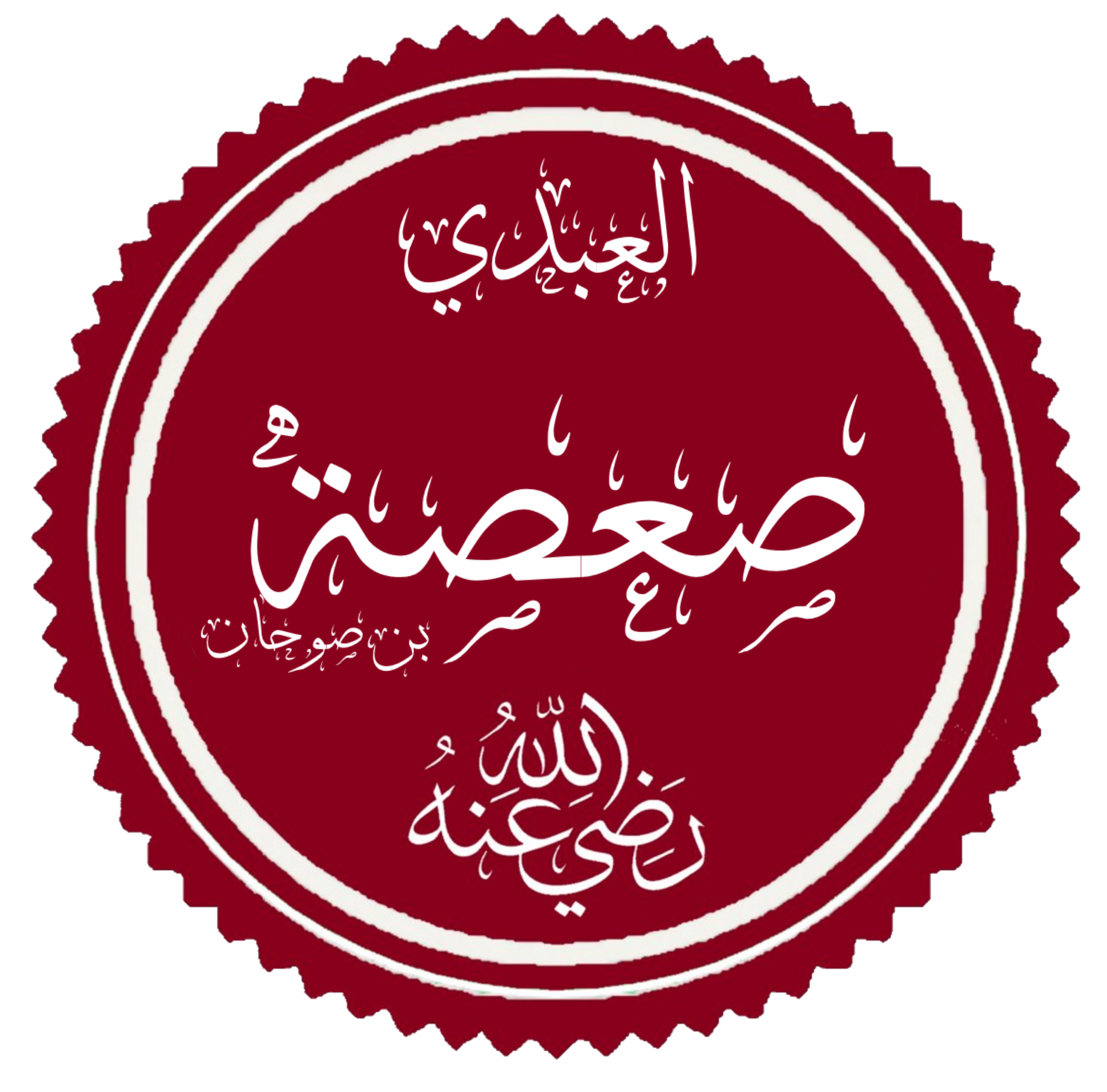
تخطيط لاسم صعصعة بن صوحان احد من أصحابُ عليّ بن أبي طالب من قبيلة عبد القيس.

- تخطيط لاسم صعصعة بن صوحان احد من أصحابُ عليّ بن أبي طالب من قبيلة عبد القيس.أسرة العبيدي: وهي أسرة تنتسب إلى عبد القيس تقطن القطيف ويشكل افرادها قسمًا كبير من سكان جزيرة تاروت وقرية القديح.
- أسرة العبودي: وهي أسرة تنتسب إلى عبد القيس تقطن الأحساء.
- أسرة البحراني: وهي أسرة تنتسب إلى عبد القيس تقطن البحرين في قرية بني جمرة والأحساء في المبرز والهفوف والجشة والجفر والحليلة وقد هاجر قسم منهم إلى العراق،
- أسرة الحرز: وهي أسرة تنتسب إلى عبد القيس نزح شطر منهم من الأحساء إلى الزبير في مطلع القرن الثاني عشر الهجري وقسم آخر نزح إلى سوق الشيوخ في منتصف القرن الثالث عشر حدود 1245 هـ.[12]
- أسرة الصحاف: وهي أسرة تنتسب إلى عبد القيس تقطن المبرز في الأحساء والخويلدية في القطيف كما هاجر قسم من الاسرة إلى العراق وقطنوا مدينة الحلة العراقية.[12]
- أسرة الشقاق أو العمران: وهي أسرة تنتسب إلى بني (الحطمة) وبنو (الحطمة)، هم أبناء: (الحطمة بن محارب بن عمرو بن وديعة بن لكيز بن أفصى بن عبد القيس)، وتتفرع من هذه الاسرة الكثير من الأسر العبدية منها أسرة آل جعفر في الأحساء والقطيف وصفوى وأسرة آل غنام في القطيف والأحساء وأسرة آل صالح في الأحساء وأسرة العبود في الأحساء وأسرة آل محمد في الأحساء وأسرة آل الأحمد في الأحساء وأسرة آل علي (العلي) في القطيف ولأحساء.[14]
- أسرة آل المحسني: وهي أسرة تنتسب إلى عبد القيس تقطن الأحساء نزح مجموعة من أبناء هذه الأسرة في مطلع القرن الثالث عشر إلى (خوزستان) في منطقة (الفلاحية) في صحبة الشيخ أحمد، وهاجر القسم الآخر إلى البصرة وهم بها إلى اليوم.[12]
- أسرة الفضل: وهي أسرة تنتسب إلى عبد القيس وهم من ذرية فضل بن عبد الله بن علي العيوني العبدي ملك البحرين وهي تقطن الأحساء وتتفرع من هذه الأسرة أسرة الدرويش في سيهات بالقطيف.
- أسرة المطر: وهي أسرة بتنتسب إلى عبد القيس وهم من ذرية فضل بن عبد الله بن علي العيوني العبدي ملك البحرين وهي تقطن القطيف والأحساء والبحرين هاجر قسم من الأسرة من الأحساء إلى جنوب العراق بالبصرة، أصلهم من قرية الفضول الأحسائية، يوجد شطر منهم في النجف.[12]
- أسرة الجارودي: وهي أسرة تنتسب إلى عبد القيس وهم من ذرية الصحابي الجارود بن المعلى العبدي وهي تقطن القطيف والبحرين.
- أسرة آل سوار: وهي أسرة تنتسب إلى عبد القيس وهم من ذرية القائد السوار بن همام العبدي أحد القادة الثلاثة لجيش المسلمين في معركة إصطخر في بلاد فارس وهي تقطن القطيف والبحرين.
- أسرة آل قمبر: وهي أسرة تنتسب إلى عبد القيس وهم من ذرية الصحابي القمبر ابن صبرة القيسي ويتواجد أكثرها في البحرين والقطيف وقلةً في الأحساء.
- أسرة العياشي أو العياش: وهي أسرة تقطن القطيف تنتسب إلى عبد القيس وهم من ذرية الأمير يحيى بن عياش العبدي (وهو أحد الأمراء الذين تنازعوا على حكم البحرين بعد سقوط دولة القرامطة).
- أسرة المقرب: وهي أسرة قيسية كانت تقطن في العيون شمال الأحساء وهم من ذرية الأمير علي بن المقرب العيوني شاعر الدولة العيونية.
- أسرة حاجي السلطان: وهي أسرة تقطن قرية البطالية في الأحساء
- أسرة الشايب: وهي أسرة تنتسب إلى عبد القيس تقطن القطيف والأحساء.
- أسرة آل الجَشي: وهي أسرة تنتسب إلى عبد القيس تقطن القطيف والبحرين وقد هاجر قسم منهم إلى العراق.
- أسرة آل حسن: وهي أسرة تنتسب إلى عبد القيس تقطن في القطيف وجزيرة تاروت وسنابس.
- أسرة بن جمعة: وهي أسرة تنتسب إلى عبد القيس تقطن القطيف ينتمي إليهم عبد العلي بن صالح بن محمد بن آل جمعة وعبد الرسول بن صالح بن محمد بن آل جمعة والباشا منصور بن صالح بن محمد بن آل جمعة وهو واخوه الباشا عبد الحسين بن صالح بن محمد بن آل جمعة من الشيعة القلائل الذين حصلوا على لقب باشا في الامبراطورية العثمانية (3 فقط).
- أسرة الغانم: وهي أسرة تنتسب إلى عبد القيس تقطن القطيف والأحساء وكانوا زعماء القطيف حتى القرن التاسع عشر.
- أسرة العامر: وهي أسرة تنتسب إلى عبد القيس تقطن القطيف والأحساء.
- أسرة آل نصفان: وهي أسرة تنتسب إلى عبد القيس تقطن صفوى
- أسرة العليوات: وهي أسرة تنتسب إلى عبد القيس تقطن القطيف وجزيرة تاروت وهاجر قسم منهم إلى البحرين.
- أسرة آل الزاهر: وهي أسرة تنتسب إلى عبد القيس تقطن القطيف.
- أسرة الشعبان: وهي أسرة ب تنتسب إلى عبد القيس تقطن الأحساء.
- أسرة الحسن: وهي أسرة تنتسب إلى عبد القيس تقطن الأحساء.
- أسرة الحدب: وهي أسرة تنتسب إلى عبد القيس تقطن الأحساء وهم أولاد عائلة العوض.
- أسرة العوض: وهي أسرة تنتسب إلى عبد القيس تقطن الأحساء وهم أولاد عائلة الحدب.
- أسرة النويحل: وهي أسرة تنتسب إلى عبد القيس تقطن الأحساء.
- أسرة الشهاب: وهي أسرة تنتسب إلى عبد القيس تقطن الأحساء وسيهات بالقطيف وهم أولاد عم عائلة الهلال.
- أسرة الهلال: وهي أسرة تنتسب إلى عبد القيس تقطن الأحساء وسيهات بالقطيف وتتفرع من هذه الاسرة عدة اسر تقطن سيهات وهي عوائل الخاتم وآل سعيد وهم أولاد عم عائلة الشهاب.
- أسرة الصبّاغ: وهي أسرة تنتسب إلى عبد القيس تقطن الأحساء والقطيف والبحرين.
- أسرة الغزال: وهي أسرة تنتسب إلى عبد القيس تقطن الأحساء.
- أسرة بوصبيح: وهي أسرة تنتسب إلى عبد القيس تقطن في الأحساء وقد هاجر الكثير منهم إلى البصرة
- أسرة الغدير: وهي أسرة تنتسب إلى عبد القيس تقطن الأحساء.
- أسرة العليو: وهي أسرة تنتسب إلى عبد القيس تقطن الأحساء.
- أسرة البو علي: وهي أسرة تنتسب إلى عبد القيس تقطن الأحساء.
- أسرة بن قرين: وهي أسرة تنتسب إلى عبد القيس تقطن الأحساء والقطيف.
- أسرة الفرساني: وهي أسرة تنتسب إلى عبد القيس تقطن البحرين وهاجر قسم منهم إلى إيران.
- أسرة بن رجب: وهي أسرة تنتسب إلى عبد القيس تقطن البحرين وهاجر قسم منهم إلى إيران.
- أسرة سياب: وهي أسرة تقطن قرية حلة محيش بالقطيف وقد هاجر قسم من الأسرة إلى البصرة بالعراق ويعرفون هناك باسم السياب.
- أسرة السيف: وهي أسرة تنتسب إلى عبد القيس تقطن الأحساء والقطيف وتتفرع من هذه الاسرة عدة اسر منها بوهلال بالهفوف.
- الناصر: وهي أسرة تمتد من الأحساء إلى الكويت ومن فروعها اليوم: الصغيرات والاربش وخريبط والدجاني وقد اشتهروا بالتجارة وصياغة الذهب.
- الجمعة أو الناصر سابقًا: وهي أسرة تمتد من الأحساء إلى الكويت: غالبية عائلة الجمعة في بلدة الكلابية بالأحساء وهم من أهل السنة والجماعة.

### عبد القيس في العراق
كانت عبد القيس ضمن القبائل العربية التي شاركت في الفتح الإسلامي للعراق وقطنوا الكوفة والبصرة والموصل، كما هاجرت بعض إلى العراق في العصر العباسي بعض بطون عبد القيس وفي العصر الحديث هاجرت إلى العراق عوائل وأسر بحرانية تتحدر من قبيلة ربيعة ومنها عبد القيس، وعبد القيس في العراق اليوم هم:
- عشيرة الازابج: هي من عشائر عبد القيس المعروفة بـ(السناجر) مسكنها هو الصديفة التابعة لقضاء الشطرة وهي الآن تسكن متوزعة في أغلب محافظات العراق فهم موجودون في بغداد والبصرة والعمارة والديوانية والنجف والسماوة والكوت بالإضافة لاقضية ونواحي محافظة ذي قار (الناصرية والشطرة والرفاعي والدواية وقلعة سكر والإصلاح والبطحاء).
- عشيرة آل بوعليان: هي إحدى عشائر عبد القيس الساكنة في قضاء الشطرة وهم أولاد عم قبيلة العبدية السورية، وهي تسكن على الضفة الشرقية لنهر الغراف ابتداء من سدة البدعة متجهة نحو الشمال على امتداد ثلاثة كيلومترات، وهي منتشرة بين عشائر قضاء الشطرة وبقية المحافظات الوسطى والجنوبيه من العراق ويبلغ عدد أفرادها أكثر من (3000) فرد.
- عشيرة آل بو شرجي: هي إحدى عشائر عبد القيس تسكن مقاطعة 14 أم التمن في قضاء الشطرة.
- عشيرة آل جهل: هي إحدى عشائر عبد القيس الساكنة في قضاء الشطرة قرية أبو العجول.
- عشيرة ال شهد: هي إحدى عشائر عبد القيس الساكنة في قضاء الشطرة ويبلغ عددافرادها (1200) فرد.
- عشيرة ال دلح البونجيم: هي إحدى عشائر عبد القيس الساكنة في قضاء الشطرة ولديها امتدادات في محافظات كربلاء والنجف والبصرة وبغداد والديوانية والمحافظات الأخرى.
- عشيرة ال رمضان: هي إحدى عشائر عبد القيس تسكن مقاطعة 14 أم التمن في قضاء الشطرة ويبلغ عدد أفرادها (5600) فرد.
- عشيرة ال بو حنيج: هي إحدى عشائر عبد القيس الساكنة في قضاء الشطرة.
- عشيرة ال مسلم: هي إحدى عشائر عبد القيس الساكنة في قضاء الشطرة.
- عشيرة السناجر: هي إحدى عشائر عبد القيس الساكنة في قضاء الشطرة.
- عشيرة البوشمخي: هي إحدى عشائر عبد القيس الساكنة في قضاء الشطرة.
- عشيرة بيت الشيخ: هي إحدى عشائر عبد القيس الساكنة في قضاء الشطرة.
- عشيرة عشيرة الحجاج: هي إحدى عشائر عبد القيس ومساكنهم المشخاب والنجف والحلة وبغداد.
- عشيرة الفياده: هي إحدى عشائر عبد القيس الساكنة في قضاء الشطرة وما جاورها.
- عشيرة بيت منيهل: هي إحدى عشائر عبد القيس ومساكنهم بغداد وواسط وميسان.
- عشيرة ال عواد: هي إحدى عشائر عبد القيس مقاطعة الصديفه ومنطقة الرعدة في الشطرة، ولها امتدادات في محافظات العمارة والكوت وبغداد.
- عشيرة الصراخب: هي إحدى عشائر عبد القيس ومساكنهم محافظة ذي قار قضاء الشطرة وبغداد والحلة والكوت.
- عشيرة الضياع: هي إحدى عشائر عبد القيس وتسكن في محافظة واسط (الكوت) مع قبيلة السراي التغلبية الساكنة هناك ويبلغ عددهم 1500 تقريبا.
- عشيرة بيت شيخ زيني: هي إحدى عشائر عبد القيس ومساكنهم محافظات العمارة والبصرة وبغداد.
- عشيرة الملحان: هي إحدى عشائر عبد القيس ومساكنهم في الشطرة ومحافظات ذي قار والبصرة والكوت والعمارة.
- عشيرة ال حسن: هي إحدى عشائر عبد القيس ومساكنهم في قضاء الشطرة مقاطعة الخروفيه والصديفه ومحافظات بغداد والنجف.
- عشيرة ال بولامي: هي إحدى عشائر عبد القيس وتسكن في اطراف الصديفه، ويسكن قسم منهم في بغداد والشطرة.
- عشيرة أل عمار: هي إحدى عشائر عبد القيس ويبلغ عدد افرادها (4000) أربعة آلاف شخص، تسكن غرب مدينة الشطرة بحوالي 3 ثلاثة كيلومترات في أراضي مقاطعة الحوسه كما تسكن في كربلاء وبغداد والكوت والناصرية والديوانية.
- عشيرة ال عمر: هي إحدى عشائر عبد القيس التي تسكن في الشمال الشرقي لمدينة الشطرة وتجاور قبيلة بني سعيد من الشرق في اطراف ناحية الدواية التي تبعد ب (28) كم عن الشطرة.
- ال بو نجيم: هي إحدى عشائر عبد القيس وتسكن على بعد (10) كم إلى الغرب من مدينة الشطرة، ولها امتدادات في بغداد والبصرة والعمارة والنجف والسماوة بالإضافة إلى مناطق ذي قار الأخرى.
- العميرات: هي إحدى عشائر عبد القيس وتسكن في قضاء الشطرة. ولها امتدادات في مناطق أخرى من المحافظة.
- عشيرة الشليجات: هي إحدى عشائر عبد القيس وتسكن على مسافة (15) كم إلى الغرب من مدينة الشطرة وهي تحادد قبيلة البدور.
- عشيرة ال علي: هي إحدى عشائر عبد القيس وتسكن في الشطرة وبغداد.
- عشيرة ال عزران: هي إحدى عشائر عبد القيس وتسكن في البصرة وبغداد والرفاعي.
- عشيرة أل نوفل: هي إحدى عشائر عبد القيس وتسكن في كربلاء.
- عشيرة البومارد: هي إحدى عشائر عبد القيس ومسا كنهم موزعه في مشروع المسيب وكربلاء وبابل والكفل وابي غرق والنجف وبغداد، وتنفرد حمولة ال بو رجه بالسكن في المناطق الصحراويه في كربلاء.

### عبد القيس في إيران
هاجرت إلى إيران الكثير من الأسر القيسية كما يعيش في الأحواز العرببية قسم من عشيرة العبودة العراقية المنتسبة لعبد القيس ومن الأسر المهاجرة إلى إيران وتنتسب إلى عبد القيس:
- قبيلة العبودة: تشكل قبيلة العبودة الربيعية جزءًا مهما من المجتمع العربي في إقليم الأهواز ووجودها في الإقليم هو امتداد لوجودها في البحرين والعراق.
- عائلة العبدي: وهي عائلة تنتسب إلى قبيلة عبد القيس وتقطن القطيف والأحساء هاجر شطر من أبنائها في حدود العقد الثالث أو الرابع الهجري من القرن الرابع عشر الهجري إلى "الأهواز، وكان أول من هاجر منهم الحاج محمد ناصر العبدي، وقد سكن "الدورق"، وقد بقيت ذريته هناك، كما يوجد في مدينة طهران اليوم عدد من أبناء العائلة، وهم يعرفون بـ "عبدي زاده".
- عائلة الفرساني: وهي عائلة تنتسب إلى قبيلة عبد القيس وتقطن البحرين وهم أولاد عم عائلة بن رجب البحرانية هاجر شطر من أبنائها إلى "الأحواز، وسكنوا مدينة المحمرة.[16]..
- أسرة العمران: وهي أسرة قيسية تنتسب إلى بني محارب من عبد القيس وهم يعرفون كذلك بالشقاق وهو لقب لجد الأسرة عمران وتتفرع من هذه الأسرة الكثير من الأسر التي تقطن اليوم في القطيف والأحساء نزح قسم منهم إلى مدينة شيراز.[14]
- أسرة آل المحسني: وهي أسرة قيسية تنتسب إلى عبد القيس نزح مجموعة من أبناء هذه الأسرة في مطلع القرن الثالث عشر إلى (الأهواز في منطقة (الفلاحية) في صحبة الشيخ أحمد، وهاجر القسم الآخر إلى البصرة وهم بها إلى اليوم.[16]
- أسرة العريان: وهي أسرة قيسية تنتسب إلى الأمير أبو القاسم بن أبي العريان العبدي (أحد الأمراء الذين ساهموا في الإطاحة بدولة القرامطة) وتعيش هذه الأسرة في الأهواز في إيران وفي الكويت.

### عبد القيس في سوريا
تنتسب إلى عبد القيس قبيلة العبدية العلوية في سوريا وكذلك البراعنة وهم فرع من العبدية وهم محسوبون على عشيرة الخياطين العلوية بحكم المجاورة والمصاهرة ولكنهم أي العبدية عدنانيين من ربيعة وبقية الخياطين قحطانيين.

## تحضر قبيلة عبد القيس
دخلت قبيلة عبد القيس دائرة التحضر مبكرًا، حيث أن استيطانهم لإقليم البحرين الذي يضم جزيرة أوال وواحتي الأحساء والقطيف جعلهم يتركون حياة البداوة ويمتهنون الزراعة التي هي أصل التحضر، حيث اشتهر الإقليم منذ قديم الزمان بعيون الماء التي تروي مزارع النخيل المترامية الأطراف، فكان هذا الأقليم سلّة الغذاء لشرق الجزيرة العربية ووسطها، ولذلك قالت العرب في امثالها (كجالب التمر إلى هجر).
يقول الجاحظ الكناني:
كان امتهان عبد القيس الفلاحة موضعًا للهجاء وسط القبائل البدوية الأقل تحضرًا من عبد القيس. وقصة التحكيم بين الفرزدق وجرير مشهورة حين أتى الفرزدق وجرير إلى الصلتان العبدي وقد كان من كبار الشعراء سناً وشعراً، فلم تأت نتيجة التحكيم مرضية لا لجرير ولا للفرزدق الذي طلبه للتحكيم فكان صريحاً في حكمه وقال:
فرضي الفرزدق وقال جرير: (فلما شرف الفرزدق علي وشرف قومه على قومي أمسك الفرزدق عنه وقال: الشعر مروءة من لا مروءة له. وهو أخس حظ الشريف. وأما أنا فقلت: أنساب الأشراف- البلاذري-ج4 ص45
وكذلك قال جرير:
فرد عليه أحمر بن عدانة العبدي قائلًا:
ورد عليه الصلتان قائلاً:
ثم أكمل البيت خليد عينين العبدي قائلاً:
فرد عليه جرير:
فرد عليه جرير:
فكانت عبد القيس تفتخر بتحضرها وممارستها للزراعة بينما كان الآخرون ينبزونها بذلك.
كما اشتهرت عبد القيس بركوب البحر نظراً لانتشارها على سواحل الخليج وما يتبع ذلك من تجارة وغوص وغيره من أمور البحر. ولعل من أقدم الإشارات في الأدب العربي إلى امتهان أهل المنطقة ركوب البحر، ما ورد في معلقة طرفة بن العبد:

## أعلام من قبيلة عبد القيس
- أبو الجويرية العبدي
- الجارود العبدي
- الجعيد بن صبرة العبدي
- عمرو بن الجعيد العبدي، سيّد قبائل ربيعة في زمانه، عُرف بالأفكل
- سعد السعود الشنـّي العبدي
- رئاب بن البراء الشنـيّ العبدي، من أشهر الشخصيات المسيحية العربية قبل الإسلام
- الفضل بن ربيعة القيسي، حكم بعض من مناطق الأحساء بالخصوص ما معروفه حاليا بـ قرية الفضول بـ الأحساء التي أخذت اسمها منه
- العائذ بن محصن المثقب العبدي شاعر مشهور من العصر الجاهلي.
- شأس بن نهار المعروف بلقب الممزق العبدي، شاعر جاهلي.
- مصقلة بن رقبة العبدي، خطيب مفوه ضرب به المثل فقيل (أخطب من مصقلة).
- عبد الله بن سوار بن همام.
- عبد الله بن عوف الأشج العبدي، رأس وفد قبيلة عبد القيس إلى النبي محمد عام الوفود
- الصحابي الجارود بن المعلى العبدي، سيد عبد القيس وقائد وفدها الثاني الذي زار النبي محمد. قـُتل في معركة إصطخر التي شنها المسلمون لفتح بلاد فارس حيث كان أحد القادة الثلاثة لجيش المسلمين. وقد سمُيت بلدة الجارودية بالقطيف باسمه
- الصحابي السوار بن همام العبدي، أحد القادة الثلاثة لجيش المسلمين في معركة إصطخر في بلاد فارس، وقد قتل فيها
- خزيمة بن حزي بن شهاب العبدي
- الصحابي حسان بن أبي حسان العبدي قدم على النبي في وفد عبد القيس.
- الصحابي أذينة بن سلمة بن الحارث العبدي كان رأس عبد القيس بالبصرة في زمن عثمان وشهد موقعة الجمل مع أمير المؤمنين علي بن أبي طالب.
- الصحابي هرم بن حيان العبدي.
- الصحابي المنذر بن عائذ العبدي، الذي لقبه الرسول بأشجّ عبد القيس
- الصحابي زيد بن صوحان العبدي، كان من انصار علي بن أبي طالب، استشهد في موقعة الجمل ويوجد له مزار في مدينة البصرة بالعراق
- التابعي زيد بن عميرة العبدي، كان من انصار علي بن أبي طالب، واحد قادة جيشه في وقعة صفين ويوجد له مزار في قرية المالكية بمملكة البحرين
- صيحة بن صوحان العبدي، استشهد مع أخيه زيد في موقعة الجمل
- صعصعة بن صوحان العبدي، من أنصار علي بن أبي طالب. وُلد بجزيرة تاروت بالقطيف ودُفن فيها وقيل في جزيرة أوال من مملكة البحرين. له مزار في قرية عسكر بمملكة البحرين
- عمرو بن المرجوم العبدي، قاتل بجانب علي بن أبي طالب في موقعة الجمل ووقعة صفين
- بشر بن منقذ الأعور الشني العبدي، شاعر مشهور من فحول شعراء العرب
- حكيم بن جبلة العبدي، من أنصار علي بن أبي طالب، قتل في موقعة الجمل
- الجارود بشر بن خنيس العبدي، قائد الحملة الإسلامية لفتح بلاد السند في خلافة علي بن أبي طالب، وقد قُتل فيها
- صحار بن العيّاش العبدي
- حويرثة بن سميّ العبدي
- الحارث بن منصور العبدي.
- الحارث بن زيد بن حارثة.
- بشر بن المعلى.
- قدامة بن مسروق العبدي، قتل في وقعة صفين
- جويرية بن مسهّر العبدي من أنصار علي بن أبي طالب، قتله زياد بن أبيه
- يزيد بن نبيط العبدي، من أنصار الحسين بن علي في معركة كربلاء
- قثم بن خبيثة الصلتان العبدي، شاعر من العصر الأموي كان من أنصار علي بن أبي طالب. اشتهر بحادثة تحكيمه بين جرير والفرزدق
- هرم بن حيّان العبدي، من أهالي البصرة، قائد جيش المسلمين في فتح نيسابور وقلعة أبجر في بلاد فارس
- عبد الله بن سوار العبدي، قائد عسكري ساهم في الفتوحات الإسلامية لبلاد السند وقتل فيها
- الحسين بن ثابت الجذمي العبدي، شاعر قطيفي في زمن الدولة العباسية
- الصحابي القمبر ابن صبرة القيسي، من كبار رجال جزيرة تاروت صاحب النبي محمد ﷺ وشارك في الكثير من المعارك، ناصر الحسين بن علي في معركه كربلاء واستشهد بها مع ابنه عبد الله،
- يحيى بن عباس الجذمي.
- الأمير يحيى بن عياش العبدي، وهو أحد الأمراء الذين تنازعوا على حكم البحرين بعد سقوط دولة القرامطة
- الأمير عبد الله بن علي العيوني العبدي، مؤسس الدولة العيونية
- الأمير أبو القاسم بن أبي العريان العبدي، أحد الأمراء الذين ساهموا في الإطاحة بدولة القرامطة
- الأمير مالك بن بطال العبدي
- الأمير فضل بن عبد الله بن علي العبدي
- مسعود بن أبي زينب
- علي بن المقرب العيوني، شاعر أحسائي مشهور
- جعفر بن محمد أبو البحر الخطّي الشنـّي، شاعر من بلدة التوبي بالقطيف، توفي في شيراز سنة 1028 هـ.[20]
- الشيخ خيون العبيد، شيخ قبيلة العبودة في العراق واحد قادة ثورة العشرين العراقية ضد الاحتلال البريطاني.
- بدر شاكر السياب، شاعر عراقي.
- محمد سعيد الصحاف وزير الخارجية والإعلام العراقي الأسبق في عهد الرئيس العراقي صدام حسين.
- جعفر الخطي، (1572 - 1619 م) (980 - 1028 هـ) شاعر بحراني.
- أبو الحسن العبدي البصري (1130 - مايو 1203) (524 - شعبان 599هـ) فقيه مالكي ومحدّث وعالِم أدبي